# Sainte-Sophie-de-Lévrard
Pour les articles homonymes, voir Sainte-Sophie.
Sainte-Sophie-de-Lévrard est une municipalité située dans la municipalité régionale de comté de Bécancour et la région administrative du Centre-du-Québec du Québec (Canada),.

## Toponymie
L'élément Sainte-Sophie rappelle Sophie-Charlotte Young, épouse de Joseph-Ovide Tousignant, seigneur de Lévrard à l'époque de la fondation de la paroisse. La seigneurie Lévrard était concédée à Romain Becquet (1640-1682) par l'intendant Jean Talon en 1672,.

## Géographie
Sainte-Sophie-de-Lévrard est traversée par la route 218 et la route 226.
À partir de son crénon, dans le sud-ouest de la municipalité, la rivière aux Orignaux coule vers le nord en passant à l'est de l'agglomération.
La Petite rivière du Chêne la traverse du sud-est vers le nord-est.

## Démographie
| 1996 | 2001 | 2006 | 2011 | 2016 | 2021 |
| ---- | ---- | ---- | ---- | ---- | ---- |
| 777  | 798  | 775  | 733  | 729  | 704  |

## Administration
Les élections municipales se font en bloc pour le maire et les six conseillers.
| Sainte-Sophie-de-Lévrard Maires depuis 2001                                                                          |                  |                                                             |          |
| Élection | Maire            | Qualité                                                     | Résultat |
| 2001 | Sylvie Roy       | Députée adéquiste de Lotbinière de élections de 2003 à 2016 | Voir     |
| 2003 | Jean-Guy Beaudet |                                                             | Voir     |
| 2005 | Jean-Guy Beaudet | Voir                                                        |          |
| 2009 | Jean-Guy Beaudet | Voir                                                        |          |
| 2013 | Jean-Guy Beaudet | Voir                                                        |          |
| 2017 | Jean-Guy Beaudet | Voir                                                        |          |
| 2021 | Jean-Guy Beaudet | Voir                                                        |          |
| Élection partielle en italique Depuis 2005, les élections sont simultanées dans toutes les municipalités québécoises |                  |                                                             |          |

## Politique
Sainte-Sophie-de-Lévrard fait partie de la circonscription électorale provinciale de Nicolet-Bécancour.

## Société et culture
Le Festival des 5 Sens destiné à faire connaître les artistes et artisans de la région.
L'orme en art est une sculpture géante représentant les différentes époques marquantes de la municipalité, s'élève au milieu des jardins municipaux.

## Services
- Centre d'Action Bénévole
- L'OMH (L'Office municipal d'habitation)
- Le parc école
- La bibliothèque
- Novo Santé (Centre de mise en forme multigénérationnel)
- Caisse Desjardins, (Ferme le 15 mars 2019)
- Marché AMI (Épicerie)
- Des garages spécialisés
- CPE (Centre de la petite enfance)
- École Primaire Marie-Sophie (Commission scolaire de la Riveraine)
- Camping avec piscine et jeux d'eau
- Des restaurateurs
- Chocolaterie artisanale
- L'entreprise HM Métal